# Ammophila champlainensis
Ammophila champlainensis là một loài thực vật có hoa trong họ Hòa thảo. Loài này được F.Seym. mô tả khoa học đầu tiên năm 1966.